# کوه‌میان
کوه میان، روستایی است از توابع بخش مرکزی شهرستان آزادشهر در استان گلستان ایران.

## جمعیت
این روستا در دهستان خرمارود شمالی قرار دارد و براساس سرشماری مرکز آمار ایران در سال ۱۳۸۵، جمعیت آن ۳۸۷ نفر (۹۸خانوار) بوده‌است.
برای دسترسی به این روستای زیبا و جنگلهای انبوه و آبشارهای آن می بایست از شهرستان آزادشهر یک مسیر فرعی را حدودا به مسافت 5 کیلومتر بروید و بعد از عبور از روستای فاضل آباد به این روستا برسید. خانواده های بزرگ این روستا میرخاندوزی، گلچین و کوهستانی می باشند که پایین روستا به واسطه زندگی خاندان میرخاندوزی به سید محله معروف است. از بزرگان سیدمحله می توان به مرحوم سیدقربان میرخاندوزی، سید سلیمان میرخاندوزی و آقاحسن میرخاندوزی اشاره نمود.